# Eupogonius tlanchinolensis
Eupogonius tlanchinolensis es una especie de escarabajo longicornio del género Eupogonius, tribu Desmiphorini, subfamilia Lamiinae. Fue descrita científicamente por Wappes & Santos-Silva en 2020.

## Descripción
Mide 4,1-5,35 milímetros de longitud.

## Distribución
Se distribuye por México.